# Símbolo electrónico
Los símbolos electrónicos se utilizan ampliamente para representar los componentes de los circuitos electrónicos. El propósito de este artículo es representar a todos ellos y servir de lista o "diccionario". 

Esquema de un montaje de emisor común

## Símbolos

### Componentes pasivos
|                                         |                                       |                                      |                                  |
|                                         |                                       |                                      |                                  |
| Resistencia eléctrica (norma americana) | Resistencia eléctrica (norma europea) | Inductancia propia o bobina          | Condensador                      |
|                                         |                                       |                                      |                                  |
|                                         |                                       |                                      |                                  |
| Potenciómetro (symbole américain)       | Potenciómetro (symbole européen)      | Condensador polarizado               | Condensador electrolítico        |
|                                         |                                       |                                      |                                  |
|                                         |                                       |                                      |                                  |
| Resistencia variable Reostato           | Resistencia ajustable Trimmer         | Condensador variable                 | Condensador ajustable Trimmer    |
|                                         |                                       |                                      |                                  |
| –                                       | +                                     |                                      |                                  |
| Termistancia Termistancia NTC           | Termistancia Termistancia PTC         | Fotorresistencia LDR                 | Varistancia VDR                  |
|                                         |                                       |                                      |                                  |
|                                         |                                       |                                      |                                  |
| Resistencia térmica                     | Resistencia no inductiva              | Interruptor de lengüeta flexible ILF | Cavalier (strap)                 |
|                                         |                                       |                                      |                                  |
|                                         |                                       |                                      |                                  |
| Transformador                           | Transformador reductor                | Transformador elevador               | Transformador con salida central |
|                                         |                                       |                                      |                                  |
|                                         |                                       |                                      |                                  |
|                                         |                                       |                                      |                                  |
|                                         |                                       |                                      |                                  |
|                                         |                                       |                                      |                                  |
| Autotransformador                       | Transformador FI                      |                                      | Bobina de parada (amortiguador)  |
|                                         |                                       |                                      |                                  |
|                                         |                                       |                                      |                                  |
| Antena                                  | Tierra                                | Cuarzo                               |                                  |
|                                         |                                       |                                      |                                  |
|                                         |                                       |                                      |                                  |
| Micrófono                               | Auricular                             | Auriculares                          | Altavoz                          |
|                                         |                                       |                                      |                                  |
|                                         |                                       |                                      |                                  |
| Jack monofónico/estéreo                 | Mensáfono Zumbador o beeper           | Tono de llamada                      | Alarma                           |
|                                         |                                       |                                      |                                  |
|                                         |                                       |                                      |                                  |
|                                         |                                       |                                      |                                  |

### Componentes activos
|                     |                                        |                                                 |               |
|                     |                                        |                                                 |               |
| Diodo               | Diodo Zener                            | Diodo túnel                                     | Diodo Varicap |
|                     |                                        |                                                 |               |
|                     |                                        |                                                 |               |
| Led LED             | Diodo Schottky                         | Fotodiodo                                       | Diodo Transil |
|                     |                                        |                                                 |               |
|                     |                                        |                                                 |               |
| Tiristor SCR        | Tiristor GTO                           | DIAC                                            | Triac         |
|                     |                                        |                                                 |               |
|                     |                                        |                                                 |               |
| Puente rectificador | Símbolo Puente rectificador de tensión | Rectificador de tensión de puente en la carcasa |               |
|                     |                                        |                                                 |               |
|                     |                                        |                                                 |               |
|                     |                                        |                                                 |               |

### Transistores
|                                 |                                  |                                                        |                                                |
|                                 |                                  |                                                        |                                                |
| Transistor NPN                  | Transistor PNP                   |                                                        | Transistor NPN colector conectado a la carcasa |
|                                 |                                  |                                                        |                                                |
|                                 |                                  |                                                        |                                                |
| Montaje Darlington NPN          | Fototransistor                   | Optoacoplador (optoaislador)                           |                                                |
|                                 |                                  |                                                        |                                                |
|                                 |                                  |                                                        |                                                |
| Transistor uniunión UJT canal N | Transistor uniunión UJT canal P  | Transistor IGBT IGBT N de enriquecimiento              | Transistor IGBT IGBT N de agotamiento          |
|                                 |                                  |                                                        |                                                |
|                                 |                                  |                                                        |                                                |
| Transistor JFET canal N         | MOSFET de enriquecimiento tipoN  | MOSFET de enriquecimiento tipo N (estilo simplificado) | MOSFET de empobrecimiento type N               |
|                                 |                                  |                                                        |                                                |
|                                 |                                  |                                                        |                                                |
| Transistor JFET canal P         | MOSFET de enriquecimiento tipo P | MOSFET de enriquecimiento type P (estilo simplificado) | MOSFET de empobrecimiento tipo P               |
|                                 |                                  |                                                        |                                                |
|                                 |                                  |                                                        |                                                |
|                                 |                                  |                                                        |                                                |

### Generadores, interruptores, otros
|                                       |                                       |                                      |                              |
|                                       |                                       |                                      |                              |
| Generador de tensión                  | Generador de corriente                | Fuente de voltaje DC                 | Fuente de voltaje CA         |
|                                       |                                       |                                      |                              |
|                                       |                                       |                                      |                              |
| Acumulador simple                     | Batería de acumuladores               | Polaridad                            |                              |
|                                       |                                       |                                      |                              |
|                                       |                                       |                                      |                              |
| Interruptor                           | Interruptor tipo normalmente abierto  | Interruptor tipo normalmente cerrado | Inversor                     |
|                                       |                                       |                                      |                              |
|                                       |                                       |                                      |                              |
| Interruptor bipolar                   | Permutador                            | Inversor doble                       | Relé electromecánico         |
|                                       |                                       |                                      |                              |
|                                       |                                       |                                      |                              |
| Fusible                               | Luz indicadora (Neón)                 | Lámpara                              | Lámpara de incandescencia    |
|                                       |                                       |                                      |                              |
|                                       |                                       |                                      |                              |
| Motor eléctrico                       | Electrólisis                          | Galvanómetro                         | Osciloscopio                 |
|                                       |                                       |                                      |                              |
|                                       |                                       |                                      |                              |
| Voltímetro                            | Amperímetro                           | Óhmetro                              | Vatímetro                    |
|                                       |                                       |                                      |                              |
|                                       |                                       |                                      |                              |
| Cruce de hilos no conectados          | Cruce de hilos conectados             | Hilos conectados Derivación          | Masa                         |
|                                       |                                       |                                      |                              |
|                                       |                                       |                                      |                              |
| Protección Clase III Muy baja tensión | Protección Clase II Doble aislamiento | Protección Clase I Puesta a tierra   | Punto equipotencial (tierra) |
|                                       |                                       |                                      |                              |
|                                       |                                       |                                      |                              |
|                                       |                                       |                                      |                              |

### Circuitos integrados
|                                |                      |                                                  |                                                |
|                                |                      |                                                  |                                                |
| Regulador de tensión           | Regulador de tensión | Amplificador operacional AOP (símbolo americano) | Amplificador operacional AOP (símbolo europeo) |
|                                |                      |                                                  |                                                |
|                                |                      |                                                  |                                                |
| Amplificador (símbolo general) | Amplificador audio   |                                                  |                                                |
|                                |                      |                                                  |                                                |
|                                |                      |                                                  |                                                |
|                                |                      |                                                  |                                                |

### Circuitos Lógicos
|                                    |                            |                           |                           |
|                                    |                            |                           |                           |
| Medio sumador                      | Sumador completo           | Sumador completo          | Disparador Schmitt        |
|                                    |                            |                           |                           |
|                                    |                            |                           |                           |
| Unidad aritmético lógica UAL o ALU | Multiplexor 2 a 1          | Multiplexor 4 a 1         | Búfer de tres estados     |
|                                    |                            |                           |                           |
|                                    |                            |                           |                           |
| Contador binario asíncrono         | Contador binario asíncrono | Contador binario síncrono | Contador binario síncrono |
|                                    |                            |                           |                           |
|                                    |                            |                           |                           |
|                                    |                            |                           |                           |

### Puertas Lógicas (ANSI)
|                  |                 |                  |                            |
|                  |                 |                  |                            |
| Puerta SI Buffer | Puerta OR OR    | Puerta AND AND   | Puerta OR-exclusiva XOR    |
|                  |                 |                  |                            |
|                  |                 |                  |                            |
| Puerta NO NOT    | Puerta NO-O NOR | Puerta NO-Y NAND | Puerta NO-O exclusiva XNOR |

### Puertas Lógicas (IEC)
|                  |                 |                  |                                  |
|                  |                 |                  |                                  |
| Puerta SI Buffer | Puerta OR OR    | Puerta AND AND   | Puerta OR-exclusiva XOR          |
|                  |                 |                  |                                  |
|                  |                 |                  |                                  |
| Puerta NO NOT    | Puerta NO-O NOR | Puerta NO-Y NAND | Puerta NOR-exclusiva (XNOR) XNOR |

### Puertas Lógicas (DIN)
|                  |                 |                  |                                  |
|                  |                 |                  |                                  |
| Puerta SI Buffer | Puerta OR OR    | Puerta AND AND   | Puerta OR-exclusiva XOR          |
|                  |                 |                  |                                  |
|                  |                 |                  |                                  |
| Puerta NO NOT    | Puerta NO-O NOR | Puerta NO-Y NAND | Puerta NOR-exclusiva (XNOR) XNOR |

|                       |               |                        |             |
| Biestable RS          | Biestable RSH | Biestable D (simple)   | Biestable D |
|                       |               |                        |             |
|                       |               |                        |             |
| Biestable JK (simple) | Biestable JK  | Biestable transparente | Biestable T |
|                       |               |                        |             |
|                       |               |                        |             |
|                       |               |                        |             |

## Tubos electrónicos
|  |  |  |  |  |

| Diodo | Triodo | Tetrodo | Pentodo |

|  | a k f | , ánodo , cátodo , filamento | a g1 k f | , ánodo , rejilla de control , cátodo , filamento | a g2 g1 k f | , ánodo , rejilla de pantalla , rejilla de control , cátodo , filamento | a g3 g2 g1 k f | , ánodo , rejilla de parada , rejilla de pantalla , rejilla de control , cátodo , filamento |

|  |  |  |  |

| Héxodo | Héptodo | Óctodo | Amplificador audio de potencia push-pull |

|  | a g4 g3 g2 g1 k f | , ánodo , rejilla de pantalla , rejilla de control , rejilla de pantalla , rejilla de control , cátodo , filamento | a g5 g4 g3 g2 g1 k f | , ánodo , grille d'arrêt , rejilla de pantalla , rejilla de control , rejilla de pantalla , rejilla de control , cátodo , filamento | a g6 g5 g4 g3 g2 g1 k f | , ánodo , grille d'arrêt , rejilla de pantalla , rejilla de control , rejilla de pantalla , ánodo auxiliar , rejilla de control , cátodo , filamento |  |

|  |  |  |  |
|  |  |  |  |

- Esta obra contiene una traducción  derivada de «Symbole électronique» de Wikipedia en francés, concretamente de esta versión, publicada por sus editores bajo la Licencia de documentación libre de GNU y la Licencia Creative Commons Atribución-CompartirIgual 4.0 Internacional.